# Valvasorjev vrelec
Valvasorjev vrelec se danes nahaja znotraj kompleksa hotela Medijske toplice na Izlakah. Dostopen je preko krajšega podzemnega rova, z vhodom v hotelu Medijske toplice.